# Голуб-довгохвіст рудокрилий
Голуб-довгохвіст рудокрилий (Reinwardtoena reinwardti) — вид голубоподібних птахів родини голубових (Columbidae). Мешкає в Індонезії і Папуа Новій Гвінеї. 

## Опис
Довжина птаха становить 48,5-52,2 см, враховуючи довгий, східчастий хвіст, вага 208-305 г. Голова і нижня частина тіла білуваті або сріблясто-сірі, верхня частина тіла темно-бордова. Махові пера чорнуваті. Очі жовтувато-білі з червоними кільцями, навколо очей рожеві кільця. Дзьоб міцний, коричневий.

## Підвиди
Виділяють три підвиди:
- R. r. reinwardti (Temminck, 1824) — північні Молуккські острови (від Моротай[en] до Обі[en]) і центральні Молуккські острови (від Буру до Серама та інших островів Серамського моря);
- R. r. griseotincta Hartert, E, 1896 — Нова Гвінея, острови Раджа-Ампат, Япен і Міос-Нум[en], Манам[en], Каркар, острови Д'Антркасто;
- R. r. brevis Peters, JL, 1937 — острови Біак[en] і Супіорі[en].

## Поширення і екологія
Рудокрилі голуби-довгохвости живуть у верхньому і середньому ярусах вологих і сухих рівнинних тропічних лісів. Зустрічаються поодинці або парами, на висоті до 3380 м над рівнем моря. Живляться плодами і насінням, зокрема насінням шефлери. Розмножуються протягом всього року. Гніздо являє собою платформу з гілочок, стебел і моху, розмущується на деревах або на виступах скель. В кладці 1 яйце.